# Vuollerims kirke
Vuollerims kirke (svensk: Vuollerims kyrka) er en kirke i Jokkmokks församling i det nordlige Sverige. Kirken ligger midt i byen Vuollerim.
Kirken er opført 1958 efter et projekt af arkitekten Karl Martin Westerberg, og står næsten uforandret siden indvielsen. Bygningen huser kirkerummet og forsamlingslokaler. Kirkerummets bageste væg er en skydevæg, som kan åbnes og forene kirkerummet med forsamlingslokalerne. Et sidestillet tårn ved den forreste langsides kordel huser sakristiet. Kirkebygningen har hvidkalkede murstensvægge og dækkes af et valmformet skifertag.

## Inventar
- På altervæggen hænger freskoen "Livets Väg" udført af Lennart Segerstråle.
- Døbefonten og alteret er udført i marmor.